# Orestes diabolicus
Orestes diabolicus ist ein Vertreter der zu den Gespenstschrecken zählenden Gattung Orestes.

## Merkmale
Die Art ist bisher nur von den für die Gattung ungewöhnlich stachligen Männchen bekannt. Diese sind 40,1 bis 41,8 mm lang und einfarbig rotbraun gefärbt. Auffällig sind neben den langen Stacheln auch die relativ langen Beine, durch die Orestes diabolicus von der nahe verwandten Orestes botot leicht zu unterscheiden ist. Bei oberflächlichem Vergleich ähneln die Männchen eher denen der Gattung Epidares als denen von Orestes. Das Pronotum trägt ein Paar kurze, aber deutlich ausgebildete Stacheln am hinteren Rand, welche der Acanthotaxie von Philip E. Bragg 1998 bzw. 2001 folgend die posterioren Pronatalia sind. Davor befinden sich vier Tuberkel. Auf dem Mesonotum befindet sich nach etwa einem Drittel ein Paar langer spitzer anteriore Mesonotalia und am Hinterrand ein Paar noch längerer posteriore Mesonotalia. Die dazwischen an den Pleuren des Metathorax befindlichen Supracoxalen sind knapp so lang wie die anterioren Mesonotalia. Die längsten und auffälligsten Stacheln sind die Supracoxalen an den Metapleuren. Sie sind horizontal ausgerichtet und stehen rechtwinklig vom Körper weg. Auf dem Metanotum befindet sich ein Paar leicht nach hinten gerichteter posteriore Metanotalia, die ähnlich lang sind wie die posterioren Mesonotalia. Auf dem Kopf sind die Supraantenalen deutlich, konisch, aber stumpf und leicht nach außen gerichtet. Die Supraoccipitalen sind ungefähr so groß wie Supraantenalen. Sie sind stumpf und nach hinten gerichtet. Der Scheitel ist länglich und angehoben. Die Supraorbitalen sind die auffälligsten Strukturen des Kopfes und wirken wie spitze Hörner. Außer bei Orestes diabolicus sind sie ähnlich prominent nur bei den Männchen von Orestes botot zu finden. Sie sitzen an der Basis des Kamms, sind deutlich verlängert und überragen die Seiten des Pronotums. Die vorderen Coronalen sind länglich und stachelartig. Sie sitzen nahe der Spitze des Kamms. Die Centralcoronale ist klein aber erkennbar. Die hinteren und seitlichen Coronalen sind nur als kleines Körnchen vorhanden. Hinter dem Auge erreicht eine deutliche Kante (postoculare Carina) den hinteren Rand des Kamms. Die Fühler sind kürzer als die Beine und bestehen aus 23 Segmenten. Das erste Fühlersegment (Scapus) ist stark abgeflacht und besitzt einen auffälligen nach schräg vorn gerichteten Dorn.

## Vorkommen
Die Art ist bisher nur aus der Lâm Đồng Provinz in Vietnam dokumentiert, wo sie im Nationalpark Bidoup-Nui Ba gefunden wurde.

## Taxonomie und Systematik
Joachim Bresseel und Jérôme Constant fanden in den Nächten vom 21. bis 25. Juli 2014 drei Männchen dieser Art im Nationalpark Bidoup-Nui Ba. In ihrer 2018 veröffentlichten Arbeit über die Gattung Orestes beschrieben sie neben fünf weiteren neu entdeckten Arten auch diese. Das Artepitheton "diabolicus" für lat. "teuflisch" bezieht sich auf die charakteristischen und für die Gattung außergewöhnlich ausgeprägten und langen Stacheln der Art. Ein Männchen wurde als Holotypus, ein weiteres als Paratypus im Museum für Naturwissenschaften in Brüssel hinterlegt. Das dritte Männchen ist ebenfalls als Paratypus im Vietnamesischen National Museum for Nature in Hanoi hinterlegt.